# Прапор Розівського району
Пра́пор Ро́зівського райо́ну — офіційний символ Розівського району Запорізької області, затверджений 23 грудня 2004 року рішенням сесії Розівської районної ради.

## Опис
Прапор являє собою прямокутне полотнище, що складається з двох горизонтальних рівновеликих смуг: жовтої та червоної та рівнобічного зеленого трикутника, розміщеного основою до древка. На межі поділу кольорів вміщено геральдичну розу з герба району.